# 柳永
柳 永（りゅう えい）は、北宋の仁宗（在位1022年-1063年）時期に活躍した詩人。詞に新しい表現をもたらし、長篇形式の慢詞の流行の先駆者となった。

## 生涯
初め名を三変・字を景荘といったが、後に名を永・字を耆卿（きけい）に改めた。建州崇安県の人。本貫は河東郡解県。
8代前の祖先の柳芳は『旧唐書』・『新唐書』に伝が見える。柳芳の孫の柳奥は、福建観察使に就任した叔父の柳冕の属僚として福建に赴き、その子孫は代々建陽県崇安に住んだ。柳永の父の柳宜ははじめ南唐に仕え、位は監察御史にのぼった。南唐が滅亡すると宋に仕え、工部侍郎に至った。柳宜はまた詩人の王禹偁と親しかった。柳三変（柳永）は柳宜の三男で、兄弟・従兄弟の排行は七だった。兄に三復と三接があったが、3人の兄弟はいずれも若いころから文名があり、「柳氏三絶」と称されたと伝えられる。
柳永本人については正史に記載がなく、また各種の随筆などに伝える柳永の伝は潤色が加えられているものが多い。唐圭璋が1957年に地方志から多くの資料を発掘し、かなりのことがわかるようになったものの、正確な経歴は知りがたい。
唐圭璋は柳永の生卒年を雍熙4年（987年）-皇祐5年（1053年）と推定している。村上哲見によると、没年はほぼ正しいと見られるが、生年については信頼できない説話を根拠としているため、問題が残るという。
科挙の受験生として推挙され、首都の汴京に至ったが、遊廓に入りびたり、通俗詞人として有名になった。素行の悪さのせいもあってか、科挙には落第しつづけた。呉曾『能改斎漫録』によると、仁宗自身が合格者の発表にあたって柳永の名を削ったと伝える。かなりの高齢（唐圭璋説では48歳）になった景祐元年（1034年）にようやく進士に及第し、睦州団練推官に任ぜられた。その後は地方官を転々とした。柳永は昇進を願ったが、ここでも若いときの悪行がたたって不遇だった。官は屯田員外郎に終わった。終焉の地については諸説紛々とするが、唐圭璋は潤州が正しいとした。

## 作品
柳永の詞集として『楽章集』が残っている。『楽章集』は毛晋『宋名家詞』所収のもの（1巻、192首）と朱祖謀（朱孝臧）『彊村叢書』所収のもの（3巻、206首）があり、異なる底本にもとづくものと見られるが、違いはそれほど大きくない。唐圭璋篇『全宋詞』は『彊村叢書』本によって補訂を加え、212首を載せている。
仁宗時期の詞人として今に詞集を残す者には晏殊・欧陽脩・張先・柳永の4人が知られる。それ以前の宋の詞人の作品が17人で45首しか残っていないのに対し、仁宗時期の4人はいずれも100首以上の詞を残す。ここに宋詞は盛期をむかえた。
この4人のうち、柳永は長篇形式の慢詞を多数書いたことできわだっている。『全宋詞』の212首中122首が慢詞であり、ほかの3人と傾向がまったく異なる。たとえば張先は165首中慢詞は18首にすぎない。慢詞は敦煌文献にも見られ、おそらく民間には早くから存在していた。これが文人の間にひろまるのが仁宗時期で、柳永はその先頭に立って、指導的な役割をはたした。慢詞は単に長いだけではなく句法も異なり、七言は伝統的には「4+3」に切れるのに対して「3+4」「1+6」のものが多く見られる。五言も伝統的な「2+3」のみならず、「3+2」「1+4」が多い。また伝統から離れた口語的な長い句や、あるいは2句以上が綿々とつながる表現が随所に見られ、この変幻自在のリズムが特徴となる。
柳永はまた多数の詞牌を用い、柳永以外に作者のない詞牌も多い。古くからある詞牌でも、小令の詞牌を慢詞に転じて用いる。また同一の詞牌でも韻律の異なる同調異体が多い。村上哲見によると、これらは俗間での流行に柳永が即応したことを示す。
柳永の作品の題材は「艶情」すなわち男女の情愛を歌ったものと、「羇旅行役」すなわち旅の歌の2種類が大部分をなすが、前者は若いときの歌で口語的な表現を多用し、後者は地方官として各地を転々としていた晩年の歌と考えられる。艶情を歌った詞のうち閨怨（男性と離別した女性の孤独と悲しみ）を歌ったものは六朝以来の伝統があるが、従来の閨怨が女性を素材として扱っていたのに対し、柳永は具体的な生きた女性を表現した。また女性に対する率直な恋愛感情を吐露し、女性に対する心情がうかがえる作品が全体の7割を占める。これは当時の士大夫の節度を越え、このために柳永は批判された。一方、羇旅行役の詞は心ならずも地方官に任ずる愁いを歌うが、世に容れられない不満ではなく、丹念な叙景の中に道を誤った一生に対する悔恨の情を表す。

## 評価と影響
柳永の詞に対する評価は、宋代からすでに賛否が極端に割れていた。その卑俗さは批判の対象となったが、その一方で羇旅の詞や新しい表現の開拓者としては高く評価された。
柳永は慢詞を多く作った最初の詞人であるが、柳永以降の宋詞は慢詞がむしろ主流を占めるようになった。

## 柳永を主人公とする作品
柳永の生涯はしばしば俗文学の題材とされた。主な俗文学には以下のものがある。
- 羅燁『酔翁談録』丙集巻二「花衢実録 柳屯田耆卿」（宋）
- 関漢卿の雑劇『謝天香』（元）
- 洪楩『清平山堂話本』「柳耆卿詩酒翫江楼記」（明）
- 馮夢竜『古今小説』巻十二「衆名姫春風弔柳七」（明）
- 鄒式金『雑劇三集』「風流塚」（清）

現存しないが、陶宗儀『輟耕録』に金の院本の題として『変柳七』が、『録鬼簿』には戴善夫『柳耆卿詩酒翫江楼』雑劇が見える。